# Папа Пије X
Пије X (итал. Giuseppe Melchiorre Sarto; Ријезе Пио X, 2. јун 1835 — Рим, 20. август 1914) је био бискуп у Мантови од 1884, а од 1893, односно 1894. кардинал и патријарх Венеције. За папу је изабран 9. августа 1903. године.
Укинуо је историјско право вета при избору папе које су имале Шпанија, Француска и Аустрија. Допустио је католицима да могу учествовати на изборима и политичком животу Италије. Основао је Библијски институт у Риму.
Беатификован је 1951, а канонизован 1954. године.